# Енерга (стадіон)
«Енерга-Гданськ» (пол. Stadion Energa Gdańsk; раніше «Балтік-Арена») — футбольний стадіон у Гданську (Польща), збудований для Євро-2012, який вміщує 44 000 глядачів. Згідно із задумом, зовні він нагадує бурштин, який довго видобували на узбережжі Балтійського моря. Будівництво почалося 2008 року, завершилося у 2011 році. Стадіон використовують здебільшого для футбольних матчів, є домашньою ареною місцевої «Лехії».
Перший матч між «Лехією» та «Краковією» був проведений 14 серпня 2011 року і закінчився з рахунком 1:1.
«Янтарну» арену Гданська експерти та організатори Євро-2012 називають найсучаснішою футбольною ареною Польщі.

## Назва стадіону
До грудня 2009 року стадіон носив робочу назву "Baltic Arena", поки компанія "PGE Group" не придбала за 35 млн злотих право на назву арени на найближчі 5 років. Проте ця вивіска під час проведення Євро-2012 буде знята, оскільки назви стадіонів, які були продані комерційним партнерам, під час самого турніру будуть відмінені.

## Проект
Розробкою проєкту займалося німецьке архітектурне бюро «Роде-Келлерманн-Вавровски» (нім. Rhode-Kellermann-Wawrowsky, Дюсельдорф). Ця група розробляла проєкти таких відомих стадіонів, як «AWD-Arena» в Ганновері та «Фельтінс-Арена», на якій грає «Шальке 04» з Гельзенкірхена, а також Олімпійський стадіон у Сочі.
Стадіон видно з кожного кутка Гданська, а також зі сторони моря. Вночі арена підсвічується янтарним кольором. Задля підсилення ефекту гри кольору фасад прикрашений плитками різних відтінків коричневого кольору (адже саме бурштин є символом Балтики). Здалеку стадіон нагадує НЛО. Усередині арени — гра тієї ж кольорової гамми зелено-бурштинових відтінків, яка робить її легкою.
Естетично спроєктована також і зелена зона навколо арени. Довкола стадіону на висоті 7 метрів над рівнем землі передбачені місця для прогулянок. Та й сама «бурштинова» арена буде потопати в зелені. Для цього передбачені насадження з понад 200 молодих дерев, між якими будуть розміщені бетонні лавки випуклої форми, які нагадуватимуть розкидане каміння. Гданськ-арена 50-метрової висоти складається з восьми рівнів: одного підземного та семи надземних. Футбольне поле стандартного розміру (105 м на 68 м) розташоване на нульовому рівні. Стадіон має сім ліфтів, два з яких панорамні.

## Історія
Після Євро-2012 на стадіоні виступає місцевий футбольний клуб «Лехія».
На травень 2020 року на «Енерга» було заплановано проведення фіналу Ліги Європи 2019/2020.Але через пандемію коронавірусу рішення було скасовано і у Гданську відбудеться фінал сезону 2020/2021.

## Стадіон в цифрах
- Місткість: 43 615 місць
- Розміри стадіону: 236 x 203 x 45 м
- Розмір земельної ділянки навколо стадіону: пр. 25,5 га
- Площа даху: 44 000 м²
- Кількість секцій конструкції даху: 82
- Площа житлова: 36 000 м²
- Площа комерційна: 17 000 м²
- Площа торгова: 9 000 м²
- Кількість VIP-лож: 40 (8 x 60 м² і 32 x 30 м²)
- Місця бізнес-категорії: 1383
- Розмір поля: 105 x 68 м
- Кіоски гастрономічні: 24
- Кількість кас: 113
- Місця для паркінгу: автомобільні – 2171, автобусні – 74[3]

## Матчі Євро-2012 на арені
- 10 червня 2012[4], гра #5:  Іспанія  1—1   Італія, 18.00 за місцевим часом
- 14 червня 2012, гра #14:  Іспанія  4—0   Ірландія, 20.45 за місцевим часом
- 18 червня 2012, гра #21:  Хорватія  0—1   Іспанія, 20.45 за місцевим часом
- 22 червня 2012, чвертьфінал, гра #26:  Німеччина  4—2   Греція, 20.45 за місцевим часом

## Галерея

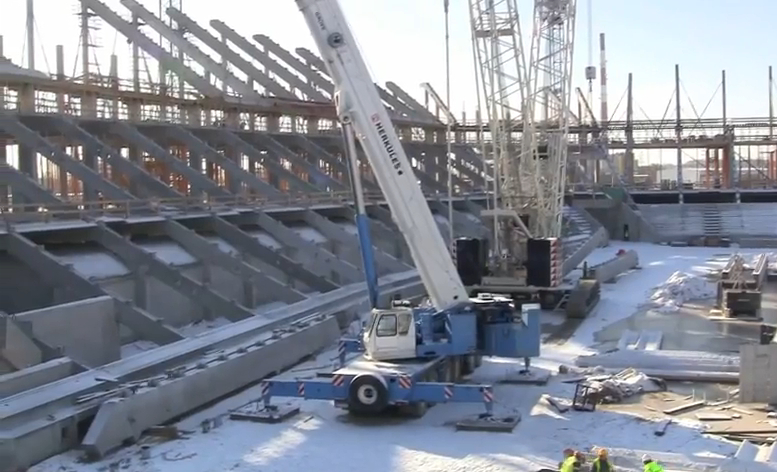
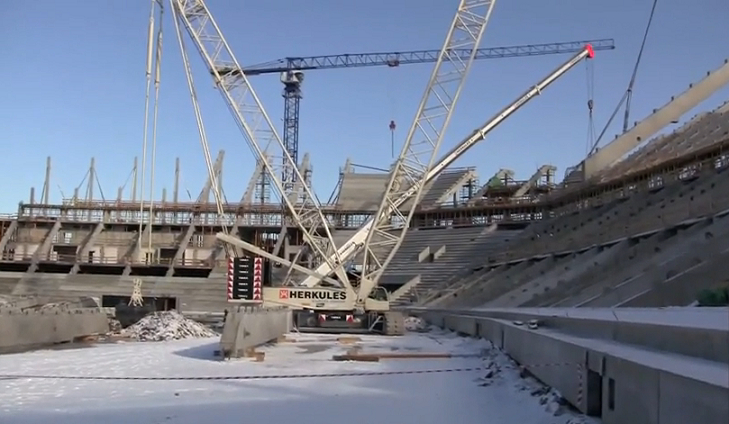
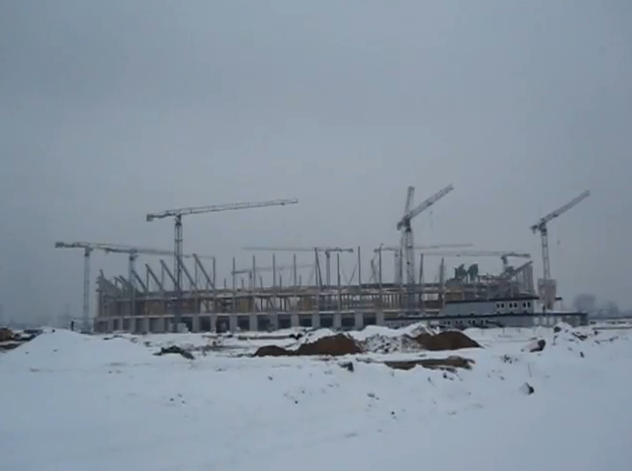
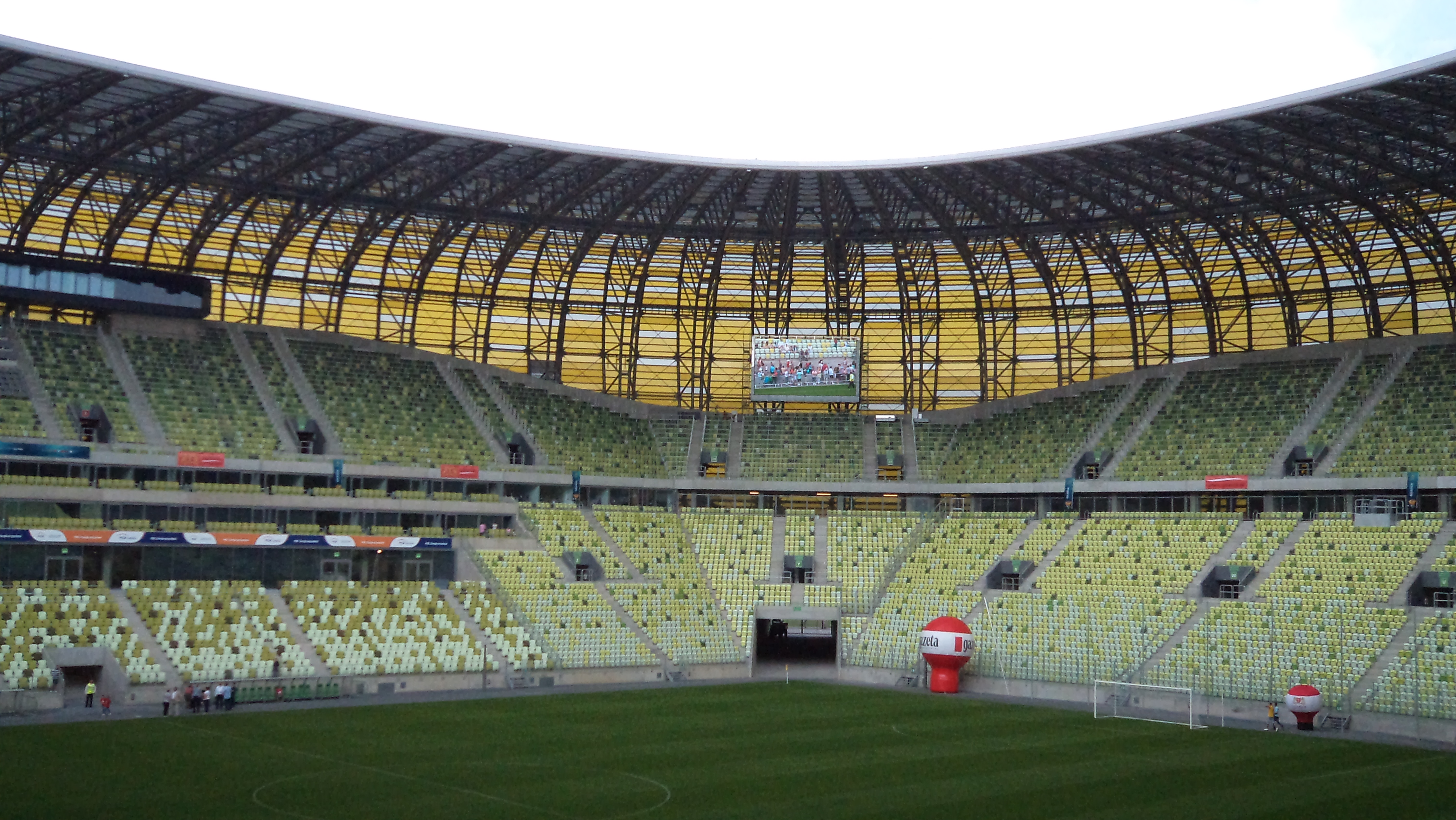